# Jonathan Liebesman
Jonathan Liebesman (15 de diciembre de 1976) es un director y guionista de cine sudafricano. Conocido internacionalmente por haber dirigido las películas  The Texas Chainsaw Massacre: The Beginning (2006), Battle: Los Angeles (2011), Ira de titanes (2012) y Las Tortugas Ninjas (2014), entre otras.

## Primeros años
Liebesman Nació en Johannesburgo, Sudáfrica. Estudió cinematografía en el AFDA, La Escuela sudafricana de cine y en NYU  Tisch Escuela de las Artes. Es judío.
En Tisch, él coescribió y dirigió un cortometraje de 8 minutos, Génesis y Catástrofe, adaptado de un cueto de Roald Dahl. El corto se mostró en muchos festivales y en 2000 ganó un premio en la categoría de 'mejor corto' en el Austin Festival de cine.  Esto hizo que Liebesman ganase el " Premio Joven director de Hollywood" en el Festival de cine de Hollywood en 2000.

## Carrera de Hollywood
En 2002 hizo su debut con Darkness Falls. A pesar de que la película tuvo malas críticas estuvo núm. 1 en la taquilla de los EE.UU y tuvo una buena recaudación de $32.5 millones. La película estuvo nominada en los Teen Choice Awards en 2003. La estrella de la película, Emma Caulfield, fue valorada como una joven promesa.
Su siguiente proyecto fue, Rings (2005) (coescrito con Ehren Kruger), un corto de 15 minutos que cronológicamente sigue los acontecimientos de The Ring, y sirve como prequela al Ring 2 (2005). Los fanes de la saga lo elogiaron.
Liebesman atrajo a la atención de Michael Bay y su compañía, quién le contrató para dirigir The Texas Chainsaw Massacre: The Beginning precuela de la saga, con la que obtuvo buenos resultados de taquilla.
En 2007,  se anunció que Liebesman sería el director del reboot de Viernes 13, pero fue finalmente Marcus Nispel, director de The Texas Chainsaw Massacre, el elegido.
En 2008, Liebesman dirigió su tercer largometraje, The Killing Room, un thriller político con Chloë Sevigny, Nick Cannon, Timothy Hutton y Peter Stormare, sobre cuatro personas que son víctimas de un programa del gobierno. La película se exhibió en el Sundance Festival. 
En 2008, Columbia anunció que Liebesman dirigiría la Battle: Los Angeles . La película protagonizada por Aaron Eckhart se coló en el núm. 1 de la taquilla USA el 11 de marzo de 2011, y recaudó $200m globalmente.
En 2009 se rumoreó que Liebesman dirigiría un nuevo proyecto de Warner Bros. basado en la odisea de Homero. Además en 2011, de una colaboración en un biopic de Julius Caesar.
En 2012, Liebesman se impuso a Brett Ratner para dirigir el reboot digital de Las Tortugas Ninja La película fue un éxito de taquilla pero fue masacrada por la crítica y estuvo nominada a cinco Razzies en 2015.

## Filmografía

### Cine
| Año  | Título                                     | Notas                                     |
| ---- | ------------------------------------------ | ----------------------------------------- |
| 2000 | Genesis y Catástrofe                       | Cortometraje                              |
| 2003 | Darkness Falls                             |                                           |
| 2005 | Rings                                      | Cortometraje                              |
| 2006 | The Texas Chainsaw Massacre: The Beginning | Precuela                                  |
| 2009 | The Killing Room                           |                                           |
| 2011 | Battle: Los Angeles                        |                                           |
| 2012 | Ira de Titanes                             | Secuela                                   |
| 2014 | Teenage Mutant Ninja Turtles               | Nominado - Premio Razzie al Peor Director |

### Televisión
| Año  | Programa                 | Notas                                              |
| ---- | ------------------------ | -------------------------------------------------- |
| 2016 | Las crónicas de Shannara | Productor ejecutivo y director del episodio piloto |
| 2022 | Halo                     | Director                                           |